# Élections générales équatoriennes de 2013
Des élections générales se sont tenues en Équateur, le 17 février 2013, notamment des élections législatives et une élection présidentielle.
Le scrutin présidentiel voit notamment s’affronter le président sortant Rafael Correa, l’ancien ministre de l’Économie Guillermo Lasso et l’ancien président Lucio Gutiérrez.

## Système électoral
Le président de la République est élu au scrutin uninominal majoritaire à deux tours. Un candidat peut néanmoins être élu au premier tour s'il recueille plus de 50 % des voix, ou si étant arrivé en tête il recueille plus de 40 % des voix avec un écart de plus de 10 % par rapport au candidat arrivé deuxième.
Si aucun candidat ne réunit ces conditions, un second tour est organisé entre les deux candidats arrivés en tête, et celui réunissant le plus de suffrages est déclaré élu.

## Résultats

### Présidentielle
Rafael Correa est réélu comme président dès le premier tour, avec 61,5 % des voix dans un premier temps, jusqu'à ce que le Conseil national électoral lui attribue officiellement 56,93 %.
| Candidats       | Partis                                                | Votes     | %     |
| --------------- | ----------------------------------------------------- | --------- | ----- |
| Rafael Correa   | Alianza País                                          | 4 918 482 | 57,17 |
| Guillermo Lasso | Mouvement CREO                                        | 1 951 102 | 22,68 |
| Lucio Gutiérrez | Parti société patriotique 21 janvier                  | 578 875   | 6,73  |
| Mauricio Rodas  | SUMA                                                  | 335 532   | 3,90  |
| Álvaro Noboa    | Parti rénovateur institutionnel de l'action nationale | 319 956   | 3,72  |
| Alberto Acosta  | Unity plurinational des Gauches                       | 280 539   | 3,26  |
| Norman Wray     | Rupture 25                                            | 112 525   | 1,31  |
| Nelson Zavala   | Parti roldosiste équatorien                           | 105 592   | 1,23  |

### Législatives

Composition de la nouvelle assemblée élue.

Les élections législatives sont remportées par la majorité sortante, Alianza País, qui obtient plus des deux tiers des sièges.
| Parti | Parti                                | Sièges |
| ----- | ------------------------------------ | ------ |
|       | Alianza País                         | 100    |
|       | Mouvement CREO                       | 11     |
|       | Parti social-chrétien                | 6      |
|       | Parti société patriotique 21 janvier | 5      |
|       | Pachakutik                           | 5      |
|       | Avanza                               | 5      |
|       | Parti roldosiste équatorien          | 1      |
|       | SUMA                                 | 1      |
|       | Autres                               | 3      |
| Total | Total                                | 137    |